# Jan Baptist van Brouchoven
Jan Baptist van Brouchoven, conde de Bergeyck (den Bosch (Bolduque, 7 de septiembre de 1619-Toulouse, 13 de noviembre de 1681) fue un diplomático holandés.

Escudo de la familia De Brouchoven de Bergeyck

## Biografía
Jan-Baptist era hijo de Gerard van Broeckhoven van Bergeyck (Den Bosch, 1580-Lierre,1638), Señor de Bergeyck, Westerhoven y Rythoven, alcalde de 's-Hertogenbosch, y de Catharina Maess van Bousval Laloux (Bruselas, ca. 1590-Lierre, 1660). Se casó primero con Helena Fourment (1614-1673), viuda de Pedro Pablo Rubens, y con cinco hijos pequeños, se hizo cargo de su crianza y tendría con ella otros cinco hijos. Tras la muerte de Helena se casó en segundas nupcias el 10 de abril de 1674 con María Francisca d'Ennetières (m. 1700). Fue padre de Jean de Brouchoven y Hyacinthe-Marie de Brouchoven.
Fue nombrado consejero y comisario de los dominios y finanzas del rey Felipe IV en los Países Bajos (1655), y después vocal en el Consejo de Estado (Madrid) para los negocios en los Países Bajos y Borgoña (1663).
Fue enviado en misión diplomática confidencial a La Haya en agosto de 1667, ya con Carlos II, para solicitar el apoyo de las Provincias Unidas a los Países Bajos Españoles contra las tropas invasoras francesas. Por delegación del marqués de Castel Rodrigo, ejerció de embajador plenipotenciario en las conferencias de Aquisgrán para llevar a cabo las negociaciones. El Tratado se firmó el 2 de mayo de 1668.
A continuación se encarga, junto a Lawrence Hovynes y Jean De Paepe, de representar los intereses de España en la conferencia de Lille, que trataba sobre la ejecución de lo acordado en Aquisgrán. Se le envía en misión diplomática a Alemania en 1674 y luego a Londres, en 1675 y 1677, cuando reemplazó provisionalmente al embajador Pedro Ronquillo. 
Fue premiado con la Orden de Santiago por sus servicios. Fallecido en Toulouse, recibió sepultura en la Catedral de dicha ciudad.